# Nadrana
Nadrana es un género de insecto coleóptero de la familia Chrysomelidae.

## Especies
Las especies de este género son:
- Nadrana cyanipennis Mohamedsaid, 1998
- Nadrana danumensis Mohamedsaid, 2000
- Nadrana dwiwarna Mohamedsaid, 1998